# Wilhelm Habrucker

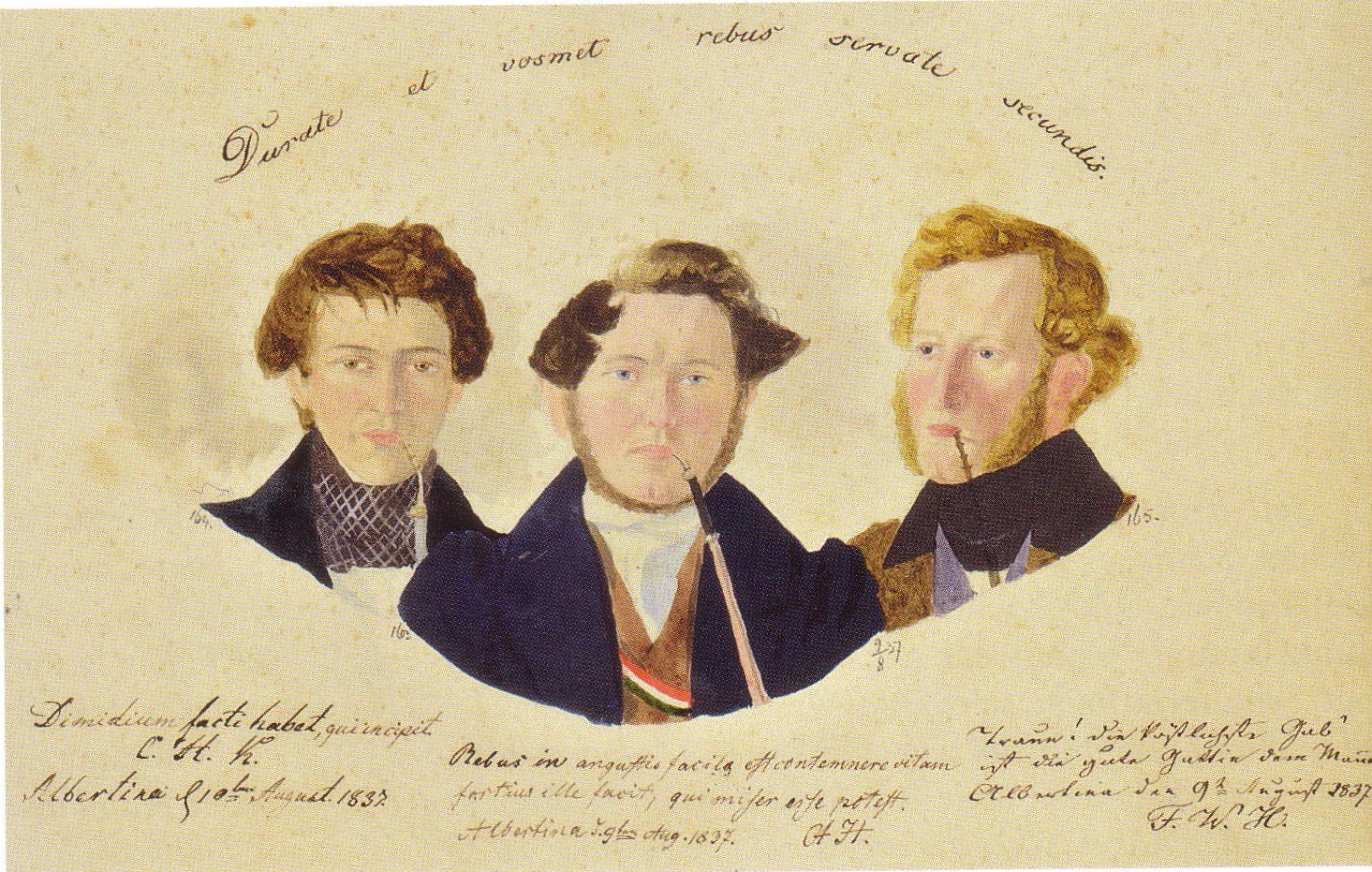
Drei Littauer, rechts Habrucker (1837)

Wilhelm Habrucker (* 2. Oktober 1815 in Gumbinnen; † 20. Januar 1891 in Memel) war ein deutscher evangelischer Theologe in Ostpreußen.

## Leben
Habrucker besuchte die Friedrichsschule Gumbinnen, von der er Michaeli 1834 mit dem Reifezeugnis abging. Zum Wintersemester 1834/35 immatrikulierte er sich an der Albertus-Universität Königsberg für Evangelische Theologie.
Wie viele Abiturienten seiner Schule wurde er Mitglied der Corpslandsmannschaft Littuania. In den  Blättern der Erinnerung (Schmiedeberg) ist ein Porträtaquarell von „William v. Nilty“ (so sein Kneipname) und zwei Bundesbrüdern erhalten. Seit 1838 Predigtamtskandidat, wurde er vertretungsweise als Lehrer an der Friedrichsschule beschäftigt. Er schied schon am 27. Mai 1839 aus. Später kam er an die Stadtschule Gumbinnen. Er wechselte ins kirchliche Amt und wurde 1861 Pfarrer, später Superintendent in Memel. 1890 trat er mit 75 Jahren in den Ruhestand.

## Werke
- Quaestionum Annaeanarum capita IV. Schubert & Seydel 1873. GoogleBooks